# Manoir de Donville
Le manoir de Donville est une demeure, de la fin du XVIIe siècle, reconstruite en 1778, qui se dresse sur la commune de Méautis dans le département de la Manche, en région Normandie.
Le manoir fait l’objet d’une inscription partielle au titre des monuments historiques par arrêté du 23 février 2011.

## Localisation
Le manoir est situé à l'ouest de Carentan, dans les marais, à 2,4 kilomètres au nord-nord-est de l'église Saint-Hilaire de Méautis, dans le département français de la Manche.

## Historique
Les traces du manoir et de la chapelle de Donville commencent en 1079 et il appartint à des familles aristocratiques très puissantes du Nord Cotentin (les de Méautis, Osbert, Gigault de Bellefonds, etc.). Le premier roturier à posséder Donville fut Louis Gislot, un riche fermier originaire de Sainteny, un village voisin. C'est lui qui décida d'agrandir le manoir en 1778 et de le transformer en demeure de plaisance. Il avait acheté cette propriété en 1770 à la famille de l'actuel propriétaire.
Du 12 au 17 juin 1944, le manoir abrite le QG provisoire des parachutistes allemands et de la 17e division SS Götz von Berlichingen de la Waffen-SS.
Carentan tombée aux mains des parachutistes de la 101e division américaine le 12 juin, les SS et paras Allemands, lors de leurs contre-attaque sur Carentan vont affronter les paras Américains à Donville. Les combats dureront 4 jours et est resté dans la mémoire sous le nom de Bloody Gulch, la « ravine sanglante ». À l'issue des combats, la fameuse ravine menant au manoir est jonchée de cadavres. La demeure conserve de nombreuses traces de ces affrontements : balles fichées dans la terre battue des murs, et dans le cimetière de la chapelle, en face du manoir, les tombes de 3 civils fusillés par les Allemands, dont celle d'Hubert Descamps. Douze tonnes de munitions furent retrouvées aux alentours du château après guerre.
En 1999, le manoir est acquis par Franck Feuardent et sa femme, qui s'emploient à le restaurer, ayant été laissé sans entretien pendant des dizaines d'années et proche de la ruine. Une riche documentation, dont de nombreux inventaires après décès, ont permis de procéder à une restauration la plus fidèle possible.

## Description
Il est construit en masse aussi appelé bauge, un mélange de terre argileuse, d'eau et d'un liant (paille, chaux, cailloux) sur une ossature en pierre. Sa charpente  en coque retournée d'un seul tenant en bois d'orme, datée de 1778, est le fruit du travail d'un artisan, Michel Lafontaine.
Il comprend un intérieur remarquable (boudoirs, petits salons) et des jardins en terrasses.

## Visite
Le manoir, propriété privée, est ouvert à la visite. Deux visites sont proposées, une retraçant l'histoire générale du manoir avec la visite des intérieurs, la seconde consacrée à l'histoire de Donville pendant la guerre.

## Protection
Sont inscrits :
- les façades et les toitures du logis, ainsi que le décor de boiseries du vestibule d'entrée ;
- les façades et les toitures de la charretterie et de la grange, situées de part et d'autre de la cour d'honneur.